# 派屈克·華博頓
派屈克·華博頓（英語：Patrick Warburton，1964年11月14日—）是美國的一位演員。他最著名的作品是在宋飛傳中飾演David Puddy。他也為《變身國王》(The Emperor's New Groove)極其延伸作品中為高剛(Kronk)配音。華博頓出生紐澤西州帕特森。